# Qualificazioni alla Coppa del Mondo di rugby 1999 - Europa
Le qualificazioni europee alla Coppa del Mondo di rugby 1999 si tennero tra il 1996 e il 1998 su tre turni e riguardarono 30 squadre nazionali europee, quindici delle quali entranti al primo turno, dieci provenienti da un torneo di qualificazione, due ammesse direttamente al secondo turno e tre direttamente al terzo.
Per la prima volta esse riguardarono anche squadre fino ad allora esentate, in ragione del restringimento dell'ammissione automatica alla competizione solo alle prime tre classificate dell'edizione del 1995 (per quanto riguarda le europee, la sola Francia tra di esse) e della Federazione organizzatrice della Coppa 1999, il Galles.
Tre Nazionali fino ad allora automaticamente ammesse, Inghilterra, Irlanda e Scozia, entrarono comunque nelle qualificazioni all'ultimo turno, come teste di serie di altrettanti gironi che si disputarono rispettivamente a Huddersfield, Dublino ed Edimburgo.
Al secondo turno erano, invece, ammesse direttamente Italia e Romania, teste di serie dei propri gironi di qualificazione.
L'Europa espresse un totale di sei squadre, e altre tre furono destinate agli spareggi interzona contro le ripescate degli altri continenti.

## Formula e partecipanti
Le 30 squadre europee furono ripartite in ordine di ranking.
Le tre a livello più alto, vale a dire Inghilterra, Irlanda e Scozia, furono ammesse direttamente al terzo turno, mentre invece quelle a ranking più basso dovettero partire dal terzo turno; al secondo turno furono ammesse d'ufficio l'Italia, vincitrice della Coppa FIRA 1995-97 e campione d'Europa in carica, e la Romania, miglior piazzata dopo la Francia, finalista sconfitta di detta competizione; dette due squadre furono nominate teste di serie dei rispettivi gironi; un terzo girone vedeva come testa di serie la miglior squadra europea classificata del Torneo di qualificazione FIRA 1996-97, che vedeva impegnate 10 squadre europee più il Marocco e la Tunisia, queste ultime dopo il torneo dirottate alla zona africana di qualificazione.
- Primo turno: tre gironi di cinque squadre ciascuno, tra le 15 squadre che non parteciparono al torneo di qualificazione; contemporaneamente si tenne detto torneo che servì a stabilire il seeding con cui le Nazionali sarebbero state assegnate al secondo turno; la prima classificata di ciascun girone fu ammessa al secondo turno[2].
- Secondo turno: tre gironi di cinque squadre ciascuno, due dei quali aventi come testa di serie l'Italia e la Romania, e il terzo avente come testa di serie la prima europea classificata del Torneo di qualificazione FIRA 1996-97; la vincente di ogni girone del primo turno fu assegnata a un girone nel secondo, mentre le rimanenti 9 squadre furono quelle classificate tra il secondo e il decimo posto del seeding del torneo di qualificazione. Le prime due squadre di ogni girone accedettero al terzo turno[2].
- Terzo turno: tre gironi di tre squadre ciascuno che si disputarono in casa delle tre teste di serie: Huddersfield per l'Inghilterra, Dublino per l'Irlanda ed Edimburgo per la Scozia; le prime due di ogni girone furono ammesse alla Coppa del Mondo, mentre le terze furono destinate agli incontri di spareggio contro le squadre ripescate delle Americhe, dell'Asia e dell'Oceania.

### Situazione prima degli incontri di qualificazione
| Primo turno | Secondo turno                                                                                            | Terzo turno                                                                             | Qualificate |
| --- | --- | --------------------------------------------------------------------------------------- | --- |
| Girone A: - Austria - Israele - Jugoslavia - Svizzera - Ucraina                                                                                     | Girone A: - Italia - Georgia (4ª) - Russia (5ª) - Danimarca (10ª) - Qualificata dal primo turno          | Girone A: - Irlanda - Qualificata dal secondo turno - Qualificata dal secondo turno     | Qualificate direttamente: - 1º girone A - 1º girone B - 1º girone C - 2º girone A - 2º girone B - 2º girone C Ai ripescaggi interzona: - 3º girone A - 3º girone B - 3º girone C |
| Girone B: - Bulgaria - Croazia - Lettonia - Moldavia - Norvegia                                                                                     | Girone B: - Spagna (1ª) - Portogallo (2º) - Germania (7ª) - Rep. Ceca (8ª) - Qualificata dal primo turno | Girone B: - Inghilterra - Qualificata dal secondo turno - Qualificata dal secondo turno | Qualificate direttamente: - 1º girone A - 1º girone B - 1º girone C - 2º girone A - 2º girone B - 2º girone C Ai ripescaggi interzona: - 3º girone A - 3º girone B - 3º girone C |
| Girone C: - Andorra - Lituania - Lussemburgo - Svezia - Ungheria                                                                                    | Girone C: - Romania - Polonia (3ª) - Belgio (6º) - Paesi Bassi (9ª) - Qualificata dal primo turno        | Girone C: - Scozia - Qualificata dal secondo turno - Qualificata dal secondo turno      | Qualificate direttamente: - 1º girone A - 1º girone B - 1º girone C - 2º girone A - 2º girone B - 2º girone C Ai ripescaggi interzona: - 3º girone A - 3º girone B - 3º girone C |
| Seeding Torneo FIRA 1996-97 1. Spagna 2. Portogallo 3. Polonia 4. Georgia 5. Russia 6. Belgio 7. Germania 8. Rep. Ceca 9. Paesi Bassi 10. Danimarca | |                                                                                         | Qualificate direttamente: - 1º girone A - 1º girone B - 1º girone C - 2º girone A - 2º girone B - 2º girone C Ai ripescaggi interzona: - 3º girone A - 3º girone B - 3º girone C |

## Primo turno

### Girone A
| Data       | Incontro              | Risultato | Sede     |
| ---------- | --------------------- | --------- | -------- |
| 5-10-1996  | Ucraina ― Jugoslavia  | 60-0      | Kiev     |
| 26-10-1996 | Austria ― Jugoslavia  | 3-0       | Vienna   |
| 2-11-1996  | Svizzera ― Ucraina    | 0-30      | Nyon     |
| 23-11-1996 | Israele ― Austria     | 15-3      | Tel Aviv |
| 30-11-1996 | Israele ― Svizzera    | 9-9       | Tel Aviv |
| 1-3-1997   | Jugoslavia ― Svizzera | 8-0       | Belgrado |
| 26-4-1997  | Austria ― Ucraina     | 6-36      | Vienna   |
| 10-5-1997  | Jugoslavia ― Israele  | 10-7      | Pančevo  |
| 17-5-1997  | Ucraina ― Israele     | 51-15     | Odessa   |
| 24-5-1997  | Svizzera ― Austria    | 31-3      | Basilea  |

|  | Classifica | G | V | N | P | PF  | PS | P±   | PT |
|  | ---------- | - | - | - | - | --- | -- | ---- | -- |
|  | Ucraina    | 4 | 4 | 0 | 0 | 177 | 21 | +156 | 12 |
|  | Jugoslavia | 4 | 2 | 0 | 2 | 18  | 70 | -52  | 8  |
|  | Svizzera   | 4 | 1 | 1 | 2 | 40  | 50 | -10  | 7  |
|  | Israele    | 1 | 0 | 0 | 2 | 46  | 73 | -27  | 7  |
|  | Austria    | 4 | 1 | 0 | 3 | 15  | 82 | -67  | 6  |

### Girone B
| Data       | Incontro            | Risultato | Sede      |
| ---------- | ------------------- | --------- | --------- |
| 28-9-1996  | Lettonia ― Norvegia | 44-6      | Riga      |
| 12-10-1996 | Norvegia ― Croazia  | 7-43      | Stavanger |
| 12-10-1996 | Bulgaria ― Moldavia | 6-14      | Sofia     |
| 19-10-1996 | Moldavia ― Lettonia | 3-8       | Chișinău  |
| 26-10-1996 | Bulgaria ― Croazia  | 31-46     | Sofia     |
| 3-5-1997   | Moldavia ― Norvegia | 31-7      | Chișinău  |
| 10-5-1997  | Lettonia ― Bulgaria | 89-0      | Riga      |
| 10-5-1997  | Croazia ― Moldavia  | 60-5      | Spalato   |
| 17-5-1997  | Croazia ― Lettonia  | 43-24     | Macarsca  |
| 24-5-1997  | Norvegia ― Bulgaria | 22-7      | Oslo      |

|  | Classifica | G | V | N | P | PF  | PS  | P±   | PT |
|  | ---------- | - | - | - | - | --- | --- | ---- | -- |
|  | Croazia    | 4 | 4 | 0 | 0 | 192 | 67  | +125 | 12 |
|  | Lettonia   | 4 | 3 | 0 | 1 | 165 | 52  | +113 | 10 |
|  | Moldavia   | 4 | 2 | 0 | 2 | 42  | 125 | -83  | 8  |
|  | Norvegia   | 4 | 0 | 0 | 4 | 44  | 171 | -127 | 6  |
|  | Bulgaria   | 4 | 0 | 0 | 4 | 15  | 82  | -67  | 4  |

### Girone C
| Data       | Incontro               | Risultato | Sede       |
| ---------- | ---------------------- | --------- | ---------- |
| 5-10-1996  | Lituania ― Lussemburgo | 26-3      | Vilna      |
| 19-10-1996 | Andorra ― Lituania     | 54-24     | Andorra    |
| 19-10-1996 | Svezia ― Ungheria      | 39-17     | Vänersborg |
| 2-11-1996  | Lussemburgo ― Ungheria | 3-12      | Cessange   |
| 2-11-1996  | Andorra ― Svezia       | 21-20     | Andorra    |
| 15-3-1997  | Lussemburgo ― Andorra  | 16-30     | Cessange   |
| 19-4-1997  | Svezia ― Lussemburgo   | 48-5      | Karlskrona |
| 3-5-1997   | Lituania ― Svezia      | 17-84     | Plungė     |
| 31-5-1997  | Ungheria ― Lituania    | 16-3      | Budapest   |
| 14-6-1997  | Ungheria ― Andorra     | 5-34      | Budapest   |

|  | Classifica  | G | V | N | P | PF  | PS  | P±   | PT |
|  | ----------- | - | - | - | - | --- | --- | ---- | -- |
|  | Andorra     | 4 | 4 | 0 | 0 | 139 | 65  | +74  | 12 |
|  | Svezia      | 4 | 3 | 0 | 1 | 191 | 60  | +131 | 10 |
|  | Ungheria    | 4 | 2 | 0 | 2 | 50  | 79  | -29  | 8  |
|  | Lituania    | 4 | 0 | 0 | 4 | 70  | 157 | -87  | 6  |
|  | Lussemburgo | 4 | 0 | 0 | 4 | 27  | 116 | -89  | 4  |

### Esito del primo turno
- Andorra, Croazia e Ucraina qualificate al secondo turno

## Secondo turno

### Girone A
| Data       | Incontro             | Risultato | Sede        |
| ---------- | -------------------- | --------- | ----------- |
| 12-10-1997 | Georgia ― Croazia    | 29-15     | Tbilisi     |
| 18-10-1997 | Danimarca ― Georgia  | 8-19      | Copenaghen  |
| 19-10-1997 | Croazia ― Russia     | 23-16     | Macarsca    |
| 1-11-1997  | Italia A ― Danimarca | 102-3     | Brescia     |
| 11-4-1998  | Italia A ― Georgia   | 31-14     | L'Aquila    |
| 18-4-1998  | Russia ― Italia      | 18-48     | Krasnojarsk |
| 3-5-1998   | Russia ― Danimarca   | 45-9      | Penza       |
| 16-5-1998  | Danimarca ― Croazia  | 6-40      | Aalborg     |
| 20-5-1998  | Georgia ― Russia     | 12-6      | Tbilisi     |
| 6-6-1998   | Croazia ― Italia A   | 27-39     | Macarsca    |

|  | Classifica | G | V | N | P | PF  | PS  | P±   | PT |
|  | ---------- | - | - | - | - | --- | --- | ---- | -- |
|  | Italia     | 4 | 4 | 0 | 0 | 220 | 62  | +158 | 12 |
|  | Georgia    | 4 | 3 | 0 | 1 | 74  | 60  | +14  | 10 |
|  | Croazia    | 4 | 2 | 0 | 2 | 105 | 90  | +15  | 8  |
|  | Russia     | 4 | 1 | 0 | 3 | 85  | 92  | -7   | 6  |
|  | Danimarca  | 4 | 0 | 0 | 4 | 26  | 206 | -180 | 4  |

### Girone B
| Data       | Incontro               | Risultato | Sede       |
| ---------- | ---------------------- | --------- | ---------- |
| 13-9-1997  | Rep. Ceca ― Andorra    | 45-20     | Praga      |
| 4-10-1997  | Andorra ― Germania     | 11-56     | Andorra    |
| 18-10-1997 | Germania ― Rep. Ceca   | 31-17     | Hannover   |
| 8-11-1997  | Andorra ― Spagna       | 3-62      | Andorra    |
| 30-11-1997 | Spagna ― Rep. Ceca     | 39-8      | Santander  |
| 4-4-1998   | Portogallo ― Germania  | 30-6      | Lisbona    |
| 18-4-1998  | Rep. Ceca ― Portogallo | 10-15     | Praga      |
| 26-4-1998  | Germania ― Spagna      | 9-24      | Heidelberg |
| 9-5-1998   | Spagna ― Portogallo    | 33-22     | Elche      |
| 30-5-1998  | Portogallo ― Andorra   | 53-11     | Coimbra    |

|  | Classifica | G | V | N | P | PF  | PS  | P±   | PT |
|  | ---------- | - | - | - | - | --- | --- | ---- | -- |
|  | Spagna     | 4 | 4 | 0 | 0 | 158 | 42  | +116 | 12 |
|  | Portogallo | 4 | 3 | 0 | 1 | 120 | 60  | +60  | 10 |
|  | Germania   | 4 | 2 | 0 | 2 | 102 | 82  | +20  | 8  |
|  | Rep. Ceca  | 4 | 1 | 0 | 3 | 80  | 105 | -25  | 6  |
|  | Andorra    | 4 | 0 | 0 | 4 | 45  | 216 | -171 | 4  |

### Girone C
| Data       | Incontro              | Risultato | Sede      |
| ---------- | --------------------- | --------- | --------- |
| 4-10-1997  | Belgio ― Romania      | 18-83     | Bruxelles |
| 18-10-1997 | Ucraina ― Belgio      | 48-5      | Kiev      |
| 26-10-1997 | Paesi Bassi ― Polonia | 49-7      | Amsterdam |
| 1-11-1997  | Paesi Bassi ― Ucraina | 35-13     | Amsterdam |
| 28-3-1998  | Polonia ― Belgio      | 30-10     | Danzica   |
| 18-4-1998  | Belgio ― Paesi Bassi  | 16-19     | Bruxelles |
| 25-4-1998  | Romania ― Paesi Bassi | 42-3      | Bucarest  |
| 2-5-1998   | Romania ― Polonia     | 74-13     | Bucarest  |
| 16-5-1998  | Polonia ― Ucraina     | 8-19      | Gdynia    |
| 30-5-1998  | Ucraina ― Romania     | 17-39     | Charkiv   |

|  | Classifica  | G | V | N | P | PF  | PS  | P±   | PT |
|  | ----------- | - | - | - | - | --- | --- | ---- | -- |
|  | Romania     | 4 | 4 | 0 | 0 | 238 | 51  | +187 | 12 |
|  | Paesi Bassi | 4 | 3 | 0 | 1 | 106 | 78  | +78  | 10 |
|  | Ucraina     | 4 | 2 | 0 | 2 | 97  | 87  | +10  | 8  |
|  | Polonia     | 1 | 0 | 0 | 3 | 58  | 152 | -94  | 6  |
|  | Belgio      | 4 | 0 | 0 | 4 | 49  | 180 | -131 | 4  |

### Esito del secondo turno
- Georgia, Italia, Paesi Bassi, Portogallo, Romania e Spagna: qualificate al terzo turno

## Terzo turno
Nel terzo e decisivo turno le tre squadre delle isole britanniche ospitarono i gironi di qualificazione sul proprio suolo; la prima classificata di ogni gruppo sarebbe stata testa di serie anche nella competizione e avrebbe conservato il vantaggio di disputare la fase a gironi nel proprio Paese.
Nel girone A l'Irlanda esordì contro la Georgia in maniera decisa, vincendo 70-0 (29-0 all'intervallo), anche se la stampa non mancò di sottolineare la scarsa solidità degli avversari che si erano presentati in formazione rimaneggiata; nella successiva partita dei georgiani, contro la Romania, infatti, fu schierata la formazione migliore, anche se i rumeni vinsero, seppur di misura, 27-23.
Il terzo incontro tra Irlanda e Romania, decisivo solo per il primo posto del girone, fu visto come una facile occasione per i primi di mettere al sicuro il risultato e la testa del girone; tale convincimento derivava dal fatto che i rumeni avevano faticato a battere la Georgia precedentemente surclassata dalla stessa Irlanda; in realtà l'incontro si rivelò più difficile del previsto perché la Romania non concesse terreno agli irlandesi, che all'intervallo conducevano solo 19-13 e nella ripresa furono quasi raggiunti sul 22-20 prima che un break di 19 punti riallungasse le distanze; pure, nel finale, la Romania tenne e marcò due mete, una delle quali a tempo oramai scaduto; il risultato finale, 53-35, fu frutto di sette mete a cinque, anche se il computo di quelle segnate su azione fu pari, due di quelle sette irlandesi essendo tecniche.
Il girone B, che vedeva testa di serie l'Inghilterra, comprendeva anche l'Italia e i Paesi Bassi, questi ultimi visti come la squadra meno favorita per la qualificazione, in ragione anche del fatto che, a fronte di due compagini professionistiche, gli Oranje schieravano una formazione composta esclusivamente da dilettanti fatta eccezione per tre elementi.
In effetti, gli olandesi persero il primo incontro con gli inglesi per 0-110, subendo 16 mete, 15 delle quali trasformate da Paul Grayson, miglior marcatore di giornata con 30 punti (Neil Back e Jeremy Guscott, con 4 mete ciascuno, si fermarono a 20).
Singolarmente, alla fine del match, definito dal quotidiano Independent «la strage degli innocenti», si mostrò più soddisfatto il C.T. dei Paesi Bassi, il neozelandese ex-All Black Geoff Old, per non avere eguagliato il record negativo di punti incassati (145 subiti dal Giappone per mano della Nuova Zelanda tre anni prima), che il tecnico inglese Clive Woodward, critico con la sua squadra che, a suo dire, non si era espressa al meglio, anche se l'allenatore britannico non mancò di sottolineare che la partita decisiva sarebbe stata quella contro l'Italia, che il calendario del girone poneva come ultima in ordine di tempo.
L'Italia entrò in scena nel secondo incontro del girone; fu la seconda volta che nelle qualificazioni scese in campo concedendo la presenza ai propri giocatori; nel secondo turno, infatti, aveva schierato in tre dei quattro incontri la propria Nazionale A, riservando il test match solo alla Russia, sconfitta 48-18 a Mosca nell'aprile precedente.
Contro gli olandesi l'Italia s'impose per 67-7, mandando a meta sei uomini diversi tra cui gli esordienti Mauro Bergamasco (due volte) e Matt Pini.
Il decisivo incontro per il primo posto, con le due squadre qualificate, vide un'Italia determinata tenere testa per lunghi tratti all'Inghilterra, che chiuse il primo tempo 16-6, ma nella ripresa due piazzati e un drop di Diego Domínguez riportarono l'Italia sotto di un punto sul 15-16; l'arbitro francese Didier Mené giudicò irregolare una meta di Alessandro Troncon, che la stessa stampa inglese ritenne valida; allo scadere, una meta di Will Greenwood diede all'Inghilterra il vantaggio di 8 punti che mise al sicuro il risultato, giudicato «immeritato» dall’Independent , ma che evitò alla squadra di Woodward di perdere il posto di testa di serie del girone.
Nel girone di Edimburgo la Scozia scese in campo con molti elementi di rincalzo, tanto da non concedere neppure la presenza ai giocatori impegnati nei due incontri, che videro regolare con 85 punti ciascuno sia il Portogallo che la Spagna, rispettivamente contro 11 e contro 3.
Il secondo incontro, quello decisivo per la qualificazione tra le due nazionali iberiche, vide la Spagna prevalere per 21-17 con 18 punti dell'ucraino di origine Andrej Kovalenko e un drop di Molina, e guadagnare la sua prima qualificazione di sempre alla Coppa del Mondo.
Le terze qualificate dei tre gironi (Georgia, Paesi Bassi e Portogallo) furono destinati agli spareggi intercontinentali di ripescaggio.

### Girone A
| Arbitro: | Robert Davies |

| |    |  |
| 7’, 19’ Dempsey 36’ Paul Wallace 38’ Johns 47’ Maggs 51’ O’Shea 58’ Costello 61’ Duignan 68’ Bell 76’ Scally | mt |  |
| 7’, 19’, 36’, 38’, 47’, 51’, 58’, 61’, 68’, 76’ Elwood                                                       | tr |  |

| Arbitro: | Jonathan Kaplan |

|                          |      |                              |
| Brezoianu, Mitu, Solomie | mt   | Kavtarahvili, Tsabadze       |
| Mitu 3                   | tr   | Urjukashvili (2)             |
| Mitu 2                   | c.p. | Machitidze, Urjukashvili (2) |

| Arbitro: | Paul Honiss |

|                                        |      |                                         |
| tecnica (2), Bell O'Shea, Scally, Ward | mt   | Brezoianu, Fugigi Solomie, Vioreanu (2) |
| Elwood (3), Humphreys (3)              | tr   | Mitu (2)                                |
| Elwood 2                               | c.p. | Mitu (2)                                |

#### Classifica girone A
|  | Classifica | G | V | N | P | PF  | PS | P±  | PT |
|  | ---------- | - | - | - | - | --- | -- | --- | -- |
|  | Irlanda    | 2 | 2 | 0 | 0 | 123 | 35 | +88 | 4  |
|  | Romania    | 2 | 1 | 0 | 1 | 62  | 76 | -14 | 2  |
|  | Georgia    | 2 | 0 | 0 | 2 | 23  | 97 | -74 | 0  |

### Girone B
| Arbitro: | Roger Duhau |

|                                                                                        |    |  |
| tecnica, Back (4), Beal Cockerill, Corry, Dawson, Greenwood Guscott (4), Healey, Luger | mt |  |
| Grayson (15)                                                                           | tr |  |

| Arbitro: | Patrick Thomas |

| |    |             |
| Stoica 2’ Checchinato 6’, 24’ Giovanelli 11’ Stocco 33’ Mauro Bergamasco 40’, 44’ Domínguez 47’ M. Dallan 60’ De Carli 70’ Pini 80’ | mt | 56’ Elisara |
| Domínguez 2’, 6’, 11’, 24’ Mazzariol 70’, 80’                                                                                       | tr | 56’ Everts  |

| Arbitro: | Didier Menè |

|                            |      |                              |
| Luger 43’ W. Greenwood 78’ | mt   |                              |
| Grayson 43’, 78’           | tr   |                              |
| Grayson 7’, 11’, 31’       | c.p. | 26’, 35’, 47’, 70’ Domínguez |
|                            | drop | 62’ Domínguez                |

#### Classifica girone B
|  | Classifica  | G | V | N | P | PF  | PS  | P±   | PT |
|  | ----------- | - | - | - | - | --- | --- | ---- | -- |
|  | Inghilterra | 2 | 2 | 0 | 0 | 133 | 15  | +118 | 4  |
|  | Italia      | 2 | 1 | 0 | 1 | 82  | 30  | +52  | 2  |
|  | Paesi Bassi | 2 | 0 | 0 | 2 | 7   | 177 | -170 | 0  |

### Girone C
| Arbitro: | Giovanni Morandin |

|                                                                                     |      |         |
| Bulloch, Leslie (2), Logan (2), Mayer (3) C. Murray, Peters, Pountney, Townsend (2) | mt   | Hoffman |
| Hodge (10)                                                                          | tr   |         |
|                                                                                     | c.p. | Mourão  |
|                                                                                     | drop | Hoffman |

| Arbitro: | Steve Lander |

|                   |      |               |
| Hoffman, Teixeira | mt   |               |
| Teixeira (2)      | tr   |               |
| Teixeira          | c.p. | Kovalenko (6) |
|                   | drop | Molina        |

| Arbitro: | Scott Young |

|                                                                                     |      |           |
| J. Leslie, M. Leslie, Logan (5) Longstaff, Murray, Redpath T. Smith, Townsend, Weir | mt   |           |
| Hodge (10)                                                                          | tr   |           |
|                                                                                     | c.p. | Kovalenko |

#### Classifica girone C
|  | Classifica | G | V | N | P | PF  | PS  | P±   | PT |
|  | ---------- | - | - | - | - | --- | --- | ---- | -- |
|  | Scozia     | 2 | 2 | 0 | 0 | 170 | 14  | +156 | 4  |
|  | Spagna     | 2 | 1 | 0 | 1 | 24  | 102 | -78  | 2  |
|  | Portogallo | 2 | 0 | 0 | 2 | 28  | 106 | -78  | 0  |

### Esito del terzo turno
- Inghilterra, Irlanda e Scozia: qualificate alla Coppa del Mondo come teste di serie
- Italia, Romania e Spagna: qualificate alla Coppa del Mondo
- Georgia, Paesi Bassi e Portogallo: agli spareggi intercontinentali di ripescaggio

## Quadro generale delle qualificazioni
In grassetto le squadre qualificate al turno successivo
| Primo turno | Secondo turno                                                    | Terzo turno                                    | Qualificate |
| --- | ---------------------------------------------------------------- | ---------------------------------------------- | --- |
| Girone A: - Austria - Israele - Jugoslavia - Svizzera - Ucraina                                                                                     | Girone A: - Italia - Georgia - Russia - Danimarca - Croazia      | Girone A: - Irlanda - Romania - Georgia        | Qualificate direttamente: - Irlanda - Inghilterra - Scozia - Romania - Italia - Spagna Ai ripescaggi interzona: - Georgia - Paesi Bassi - Portogallo |
| Girone B: - Bulgaria - Croazia - Lettonia - Moldavia - Norvegia                                                                                     | Girone B: - Spagna - Portogallo - Germania - Rep. Ceca - Andorra | Girone B: - Inghilterra - Italia - Paesi Bassi | Qualificate direttamente: - Irlanda - Inghilterra - Scozia - Romania - Italia - Spagna Ai ripescaggi interzona: - Georgia - Paesi Bassi - Portogallo |
| Girone C: - Andorra - Lituania - Lussemburgo - Svezia - Ungheria                                                                                    | Girone C: - Romania - Polonia - Belgio - Paesi Bassi - Ucraina   | Girone C: - Scozia - Spagna - Portogallo       | Qualificate direttamente: - Irlanda - Inghilterra - Scozia - Romania - Italia - Spagna Ai ripescaggi interzona: - Georgia - Paesi Bassi - Portogallo |
| Seeding Torneo FIRA 1996-97 1. Spagna 2. Portogallo 3. Polonia 4. Georgia 5. Russia 6. Belgio 7. Germania 8. Rep. Ceca 9. Paesi Bassi 10. Danimarca |                                                                  |                                                | Qualificate direttamente: - Irlanda - Inghilterra - Scozia - Romania - Italia - Spagna Ai ripescaggi interzona: - Georgia - Paesi Bassi - Portogallo |